# Arnulf-Rainer-Museum

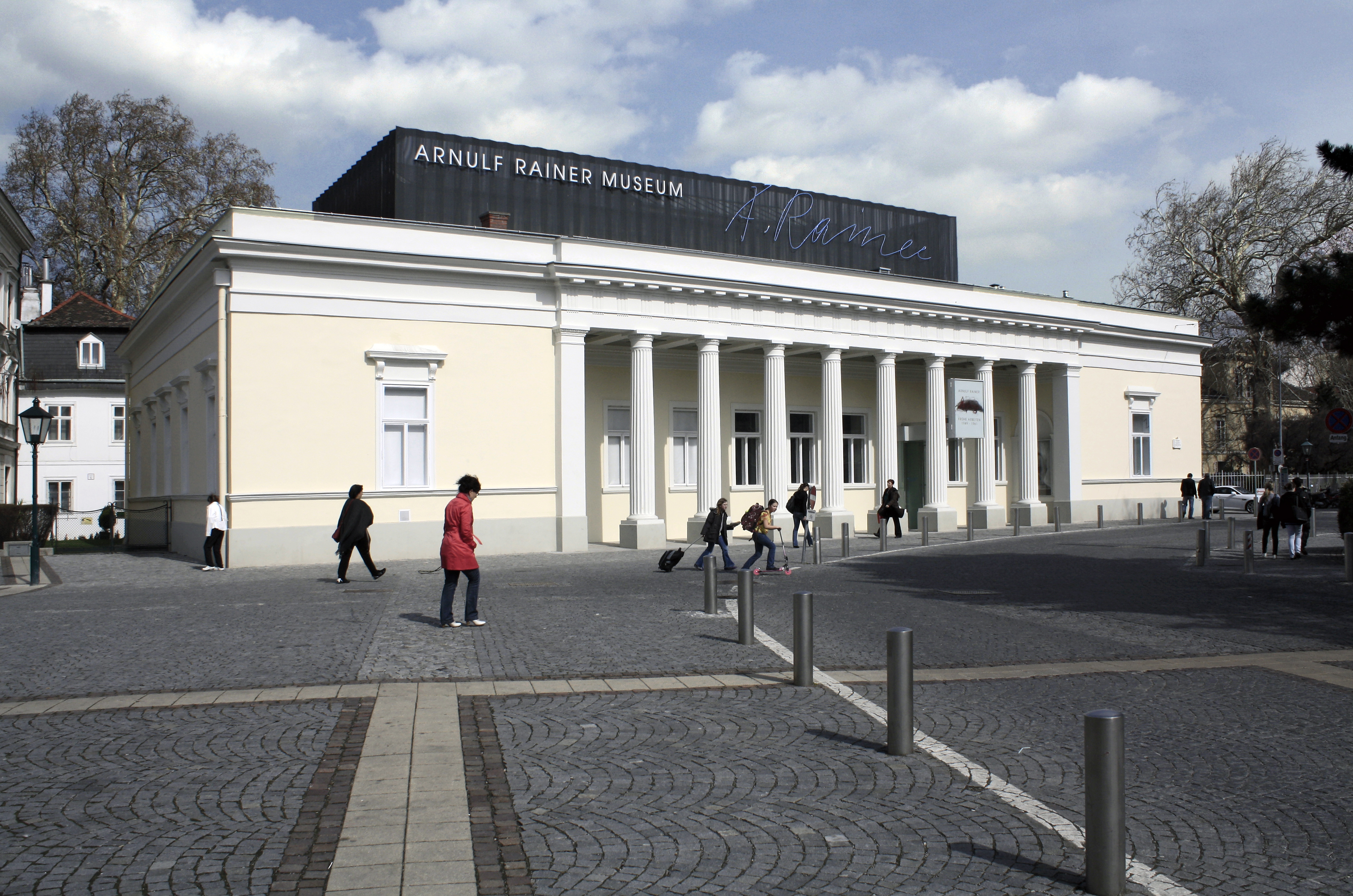
Arnulf-Rainer-Museum in Baden bei Wien

Das Arnulf-Rainer-Museum (Eigenschreibweise Arnulf Rainer Museum) ist ein Museum mit Wechselausstellungen am Josefsplatz 5 in der niederösterreichischen Stadt Baden. Es befindet sich im ehemaligen „Frauenbad“, das 1821 im Stil des französischen Klassizismus errichtet wurde. 1973 wurde der Badebetrieb eingestellt und das Haus als überregionales Ausstellungszentrum genutzt. Im Jahr 2006 beschloss die Stadtgemeinde Baden, das Ausstellungszentrum zu einem Museum umzubauen und es dem zeitgenössischen österreichischen Maler und gebürtigen Badener Arnulf Rainer zu widmen. Nach einer Adaptierung um rund 2 Mio. Euro wurde das Museum im September 2009 eröffnet.

## Planung und Bau
Im Jahr 2006 wurde der Entschluss gefasst, das Ausstellungshaus im ehemaligen Frauenbad am Badener Josefsplatz als Museum dem in Baden geborenen Künstler Arnulf Rainer zu widmen. Das Architektenteam Lottersberger-Messner-Dumpelnik wurde mit der Generalplanung beauftragt, wobei der charakteristische Bau des Frauenbades in seiner Substanz unangetastet bleiben sollte. Die Umbauarbeiten begannen im Jänner 2009.

## Museum
Anliegen des Museums ist es, einem breiten Publikum Einblicke in das sowohl Malerei, Zeichnung, Skulptur, Druckgraphik als auch Photographie umfassende Werk zu vermitteln. Auf Wunsch des Künstlers wird das Museum mit anderen Künstlern, Kunstwerken und Kunstdiskursen verschränkt. Mindestens zweimal jährlich gibt es einen Ausstellungswechsel. Um dem interdisziplinären Charakter des Künstlerschaffens gerecht zu werden und einen vitalen Ort österreichischer Gegenwartskunst zu gewährleisten, wird zusätzlich ein umfangreiches Veranstaltungsprogramm geboten, das von Literatur über Musik bis zu Performances, Vorträgen und Kunstevents reicht.

### Ausstellungen

#### September 2009 – April 2010
Unter dem Titel Aller Anfang ist schwer – Frühe Arbeiten 1949–1961 wurde in der Eröffnungsausstellung erstmals ein konzentrierter Überblick über eine der aufregendsten Zeitabschnitte der Bildenden Kunst Österreichs im 20. Jahrhundert gegeben. Arbeiten von 1949 bis Ende der 1950er Jahre zeigten die österreichische und internationale Relevanz des Frühwerkes von Arnulf Rainer, beginnend mit seinen surrealistisch-gegenständlichen, oft großformatigen Zeichnungen bis hin zur ersten Phase seiner weltbekannten Übermalungen und Kreuzarbeiten.

#### Mai – November 2010
Kreuz – Es ist das Kreuz, das den Sinn ergeben könnte war der Titel der zweiten Ausstellung. Das Thema Kreuz findet sich in allen Schaffensperioden von Arnulf Rainer, daher wurden Fotoübermalungen, große Holzkreuze, Ölbilder und Mischtechniken sowohl aus den frühen Jahren (1965) bis hin zu Arbeiten aus jüngster Zeit (2009) präsentiert. Gestaltet wurde die Ausstellung von Reinhold Baumstark, von 1999 bis 2009 Generaldirektor der Bayerischen Staatsgemäldesammlungen, davor Generaldirektor des Bayerischen Nationalmuseums und 16 Jahre Leiter der Sammlung des Fürsten Liechtenstein.

#### November 2010 – Oktober 2011
Die dritte Ausstellung VISAGES bezeugt die lange Auseinandersetzung des Künstlers mit dem eigenen Gesicht, sein großes Interesse an Gesichtszügen auf Totenmasken und letztlich das bildnerische Aufgreifen von Gesichtern aus der Kunstgeschichte von der Antike bis zum Ende des 19. Jahrhunderts. Die umfassende Schau zeichnet anhand von etwa 80 Exponaten nach, in welch unterschiedlicher Form und Technik Arnulf Rainer das Thema seit den 1950er Jahren bis zu seinen jüngsten Arbeiten immer wieder aufgreift.
Die Ausstellung, kuratiert vom renommierten französischen Kunstexperten Jean-Michel Foray, zeigt sich in den Anfangsarbeiten als sehr radikal und wird dann in den jüngsten Werken zunehmend ruhiger, so als ob der Künstler uns am Ende einer Reise davon überzeugen will, dass die Malerei als visuelle Form des geistigen Bewusstseins nach wie vor gültig bleibt.

#### Oktober 2011 – April 2012
Mit der vierten Ausstellung wurde erstmals ein Gast eingeladen seine Arbeiten gemeinsam mit Arnulf Rainers künstlerischem Werk zu präsentieren. Unter dem Titel LUSTSPIEL. Neues aus dem Atelier werden neue Arbeiten von Georg Baselitz und Arnulf Rainer gezeigt, als Kurator wurde der niederländische Kunsthistoriker Rudi Fuchs gewonnen, der das Schaffen beider Meister seit vielen Jahren gut kennt. Fuchs entschloss sich, die Präsentation in den historischen, spezifischen Örtlichkeiten des Frauenbads als zwanglose, informelle Begegnung zweier Gentlemen zu gestalten, die sich gegenseitig zeigen, was sie tun.

## Frauenbad (Geschichte, Architektur und Betrieb)
Bereits im Jahre 1297 stand über der Quelle des Frauenbades eine große Kapelle, die man Frauenkirche nannte. Diese Kirche war eine Schenkung von Heinrich von Pottendorf an das seit 1285 bestehende Augustinerkonvent.
Die wahrscheinlich schon von den Römern benutzte Quelle entsprang unter den Stufen des Hochaltars und füllte den Behälter des Bades, welches an der Nordseite der Kirche angebaut war. Die erste Erwähnung des Frauenbades geschieht in einer Urkunde des Jahres 1357; das Bad gehörte damals Herzog Albrecht II. Im Jahre 1531 schenkte Kaiser Ferdinand I. das Frauenbad und das an der Südseite der Kirche angebaute Neubad als Ersatz für den Türkenschaden aus dem Jahre 1529 der Stadt Baden.
1613 setzte Kaiser Matthias für das Frauenbad ein eigenes Badgericht ein, hatte sich doch in der Badeanstalt der Missbrauch eingeschlichen, dass sich der Adel das ausschließliche Vorrecht zueignete, hier allein oder doch nur mit solchen, die unter die Landrechte gehörten, zu baden. Aus diesem Grund veranlasste der damalige Kaiser eine aus 22 Gesetzen bestehende Badeordnung.
Als im Jahre 1812 bei dem fast ganz Baden verwüstenden Brand das Frauenbadgebäude teilweise zerstört wurde, war es an der Zeit, das Bad neu herzustellen: Am 7. April 1821 fand die feierliche Grundsteinlegung durch den Wohltäter Badens, Erzherzog Anton (1779–1835), und am 11. Juni desselben Jahres die Eröffnung des neuen Bäderhauses statt. Der damals gesetzte Denkstein ist heute im Foyer des Frauenbades angebracht.
Der Letztentwurf der eingeschoßigen, im Bereich der Haupthalle zweigeschoßigen Anlage wird allgemein Karl Ritter von Moreau (1758–1840) zugeschrieben. Nach der sich auf Belege stützenden Auffassung des Architekturhistorikers Kräftner (Im Schatten der Weilburg, S. 82) datieren erste Projekte von Johann Aman (1765–1834) schon von 1811, als man sich mit dem Gedanken trug, an der Stelle einen großzügigen kaiserlichen Badebezirk zu errichten, und Archivalien und großmaßstäbliche Pläne stellten viel eher einen Zusammenhang mit der Tätigkeit des Hofbaurates unter Aman her.
Mit der Fertigstellung erhielt Baden einen in den Baderäumen mit Marmor ausgeführten Bäderbau, welcher nicht nur den höchsten Ansprüchen der Badegäste entgegenkam, sondern auch in Bezug auf äußere Schönheit kaum zu übertreffen war. Namhafte Persönlichkeiten wie Kaiser Franz I. (1768–1835) sowie Friedrich August Kurfürst von Sachsen (1750–1827) waren unter den Badegästen zu finden.
Bald nach Eröffnung ergaben sich jedoch allerlei Mängel, die von Jahr zu Jahr stärker wurden. So ging man im Jahre 1876 entschieden daran, eine durchgreifende Umänderung und Neuherstellung in allen Teilen nach den Anforderungen der Zeit einzuleiten.
Der Bau wurde 1877 bis 1878 nach Plänen des 1875 ins Amt berufenen Stadtingenieurs Julius Heene radikal umgebaut und am 2. Juni 1878 fertiggestellt. Die Haupthalle mit Oberlicht ist von einer reichen strenghistoristischen Stuckdecke bekrönt. Die großen Bassins in den Baderäumen sind in Marmor ausgeführt, ebenso die Wandverkleidungen. Restaurierungen fanden 1950, 1964/65, 1977, 1979/80, 1987, 1991 bis 1994 sowie 2008/09 statt. Hinter der breit gelagerten Hauptfront mit leicht vortretendem neunachsigem Portikus erstreckt sich zwischen Eckpfeilern eine von acht monumentalen toskanischen Säulen und geradem klassischem Gebälk gebildete Kolonnade. Die geraden Bekrönungen der Fenster in den einachsigen Flanken sind konsolgestützt, gleich den Fensteröffnungen der Seitenfassaden. Die strenge Hinterfassade (das sogenannte Karolinenbad) ist charakterisiert durch einen übergiebelten Mittelrisalit und eine dreibogige Arkade.
In der Nachkriegszeit stand das Frauenbad ab dem 10. Juli 1945 als einzige Kureinrichtung der Stadt zur Verfügung. Nach Einstellung des Badebetriebs am 14./15. November 1973 wurde das Frauenbad am 23. November 1977 Ausstellungszentrum der Stadtgemeinde und hat seit 27. September 2009 als Arnulf-Rainer-Museum geöffnet.
Das Gebäude steht unter Denkmalschutz (Listeneintrag).